# Trite longula
Trite longula är en spindelart som först beskrevs av Tord Tamerlan Teodor Thorell 1881.  Trite longula ingår i släktet Trite och familjen hoppspindlar. Inga underarter finns listade i Catalogue of Life.